# バブル崩壊
バブル崩壊（バブルほうかい）では、日本のバブル経済期（昭和・平成バブル景気）が1990年代初頭に終了したこと、並びにその後に続いた不況（低成長期の「失われた30年」とも）について扱う。

## 要因
1989年（平成元年）5月から1年3か月の間に5回の利上げが実施され、2.5%だった公定歩合は6%台まで引き上げられた。マネーサプライの増加率は、1990年には11.7%、1991年には3.6%、1992年には0.6%となっている。ただし、マネーサプライ増加率の減少はマイナスになるほどのものではなかった。
政府は、日銀の公定歩合の急激な引き上げに続き、不動産の総量規制、地価税の創設、固定資産税の課税強化、土地取引きの届け出制、特別土地保有税の見直し、譲渡所得の課税強化、土地取得金利分の損益通算繰り入れを認めないなどの対策を打ち出していった。日本銀行総裁の三重野康は「平成の鬼平」と評価されていたが、2010年時点での専門家の間では、行き過ぎたバブル潰しであったと言う評価になっている。
西村吉正は「資産価格の高騰で国民の間に格差ができた。だからバブル潰し・正常化が最大の課題だというのが当時の多くの人たちの認識だった」と述べている。1992年から2002年までの長期停滞の原因について、研究機関や学者などが多くの研究成果を発表している。停滞の具体的な要因として、浜田宏一・堀内昭義・内閣府経済社会総合研究所編著『論争 日本の経済危機』(2004)では、仮説を以下のように分類している。
- 構造問題説
  - 日本的経営の問題
  - 投資の歴史的な停滞

- 財政政策要因説
  - 財務省の緊縮財政（1989年の消費税導入、景気が回復基調に転じた時点での消費税率引き上げ、社会保険料の負担増など）
  - 政府の債務償還による政府支出の乗数効果低下

- 金融政策要因説
  - 金融政策の失敗[12]
  - 資産価格の著しい低下（資産デフレ）による、バランスシートの悪化
  - 日本銀行の量的金融緩和政策の不徹底や物価動向に逆行する政策金利の引上げ（速水優総裁の主導によるデフレーション下のゼロ金利政策解除）

- 銀行機能低下要因説
  - 不良債権の先送り[12]
  - 大手金融機関（山一證券、三洋証券、北海道拓殖銀行、日本長期信用銀行、日本債券信用銀行など）の経営の失敗

## 展開

### 1990年代・失われた10年
1990年3月27日、土地バブル潰しのため大蔵省より「土地関連融資の抑制について」いわゆる総量規制が通達され、日銀も引き締めに動き、これがバブル崩壊の引き金となったとされる。
東証株価指数、日経平均株価については、1989年（平成元年）12月に、それぞれ終値の最高値2,898.47、38,915円87銭をつけたのをピークに翌1990年（平成2年）1月から暴落に転じ、湾岸戦争と原油価格高騰や公定歩合の急激な引き上げが起こった1990年（平成2年）9月には、それぞれ1500、20,000円台まで下落し、わずか9か月あまりの間に半値近い水準にまで暴落した。1993年（平成5年）末には、日本の株式価値総額は、1989年末の株価の59%にまで減少した。
景気については、景気動向指数（CI）をみると、1990年10月をピークに低下傾向となり、1993年12月まで低下した。地価は、1991年夏ごろ（東京、大阪の大都市圏では1990年秋ごろから、地方圏では1992年、公示価格ではさらに1年遅れの1993年ごろ）に、路線価も1992年初頭をピークに下落していった。
1991年度版、1992年度版の『経済白書』は、株価・地価の暴落が景気に及ぼす効果は小さいと分析していた。
1992年に来日したアラン・グリーンスパンFRB議長は「資産価格の変動は、金融システムに大きな影響をもたらす。対策は早いほうがいい」と述べていた。
1992年春、エコノミストの高尾義一は「日経公社債情報」で「このままでは戦後最大の不況となる」と悲観的な経済見通しを公表、この見通しがきっかけで株価が急落した（高尾ショック）。1992年8月、東証に上場されていた株式の時価総額は1989年末の611兆円から269兆円と半分以下となっていた。
本格的に全国の地価は1992年に入ってから下落し始め、1993年には全国商業地平均で前年比10%以上の値下がりを記録した。経済問題を理由とする自殺は急増した。
金融行政においては護送船団方式が問題となった。1991年以降2003年度までで181行の銀行が倒産し、1992-2002年度まで預金保険機構が救済金融機関に援助した資金の総額は25兆円となった。
日本経済は1990年代初頭にバブル崩壊を経験して以来、低いながらも名目経済成長は続いていたが村山内閣で内定していた消費税の税率3%から5%への増税を第2次橋本内閣が1997年4月に断行。消費税にはビルト・イン・スタビライザーの機能は備わっておらず、増税による景気悪化が懸念されていた。1997年当時アメリカ合衆国財務副長官であったローレンス・サマーズは、第2次橋本内閣が予定どおり3%から5%への消費増税を断行すれば日本経済は再び不況にみまわれるだろうと日本国政府に対して繰り返し警告していた。
さらにアジア通貨危機の影響も受ける中、翌年の1998年度には名目GDPは前年度比約マイナス2%の502兆円まで約10兆円縮小し、GDPデフレーターはマイナス0.5%に落ち込み、完全失業率は4.1%に達し、これ以降日本は本格的なデフレーションへ突入し、「失われた10年」を経験することになる。1999年度には、1997年度と比べ所得税と法人税の合計額が6兆5000億円もの減収となり、失業者数は300万人を超えた。さらに1997年には日本銀行法が改正され、内閣が日本銀行総裁の解任権を失うことになった。
景気対策として、日本銀行は公定歩合を引き下げ（2001年9月には0.1%）、政府も度重なる財政出動（総額100兆円）を行ったが効果はなかった。
| 年度 | 名目GDP (兆円) | 名目経済成長率 (%) | 失業者数 (万人) | 労働力人口 (万人) | 失業率 (%) |
| ---- | -------------- | ------------------ | --------------- | ----------------- | ---------- |
| 1994 | 486.5263       | 1.19               | 192             | 6645              | 2.88       |
| 1995 | 493.2717       | 1.38               | 210             | 6666              | 3.15       |
| 1996 | 502.6089       | 1.89               | 225             | 6711              | 3.35       |
| 1997 | 512.2489       | 1.91               | 230             | 6787              | 3.38       |
| 1998 | 502.9728       | -1.81              | 279             | 6793              | 4.10       |
| 1999 | 495.2269       | -1.54              | 317             | 6779              | 4.67       |

#### 金融システム危機（金融不安）
以下は破綻した銀行・証券の例である。
- 1995年8月 - 兵庫銀行
- 1996年
  - 住宅金融専門会社
  - 3月 - 太平洋銀行
  - 11月21日 - 阪和銀行
- 1997年
  - 10月14日 - 京都共栄銀行
  - 11月3日 - 三洋証券
  - 11月17日 - 北海道拓殖銀行
  - 11月24日 - 山一證券
  - 11月26日 - 德陽シティ銀行
- 1998年
  - 5月15日 - みどり銀行
  - 5月22日 - 福徳銀行
  - 5月22日 - なにわ銀行
  - 10月23日 - 日本長期信用銀行
  - 12月13日 - 日本債券信用銀行
- 1999年
  - 4月11日 - 国民銀行
  - 5月22日 - 幸福銀行
  - 6月12日 - 東京相和銀行
  - 8月7日 - なみはや銀行
  - 10月2日 - 新潟中央銀行
- 2000年8月6日 - 石川銀行
- 2002年3月8日 - 中部銀行
- 2003年9月 - 足利銀行

これらを含めて1991年以降2003年度までで181行の銀行が倒産し、1992-2002年度まで預金保険機構が救済金融機関に援助した資金の総額は25兆円となった。

### 2000年代・失われた20年

#### 聖域なき構造改革
この頃には、アジア通貨危機を乗り切った中国とインドが台頭してくる。低価格帯のアジア、高価格帯の欧州の間で日本企業は苦戦していった。こうした中、大企業と都市が優先されるようになり、自民党も民主党もそれぞれ構造改革を主張した。
小泉政権下で銀行の不良債権処理が完了し、大企業は業績が改善した。処理成長率は2%前後で維持し続け、日経平均株価も上昇した。しかし、日経平均株価は20,000円を超えることはなく、2007年7月9日の18,261円98銭が最高であった。これは、1990年代の平均よりも低い値である。GDPデフレーターに関しても、1990年に100%を切りデフレへと陥って以降、そこから回復できなかった。
企業間では1990年代のキヤノンやアシックスの成功例もあり、「選択と集中」が注目を集めた。具体的には期待できる事業への集中と、不採算事業の切り捨てによるリストラと非正規雇用の拡大である。しかし電機産業のように逆に経営悪化を招く事態も現れた。
2001年頃には正社員が激減する。これについては小泉構造改革の影響であるとする説が多くみられるが、その前の橋本構造改革（会計ビッグバン）の影響であるという説もある。

#### 世界金融危機
2008年には、北アメリカのサブプライムローン問題、リーマン・ショックをきっかけとする世界金融危機により、景気が急激に悪化した以降は世界経済が冷え込み、小泉改革の負の側面が一気に噴出して国内総生産（GDP）がマイナス成長、格差社会が流行語となり、自民党の支持率も低下し政権交代に至った。
2009年以降3年間の民主党政権の時期は、事業仕分け (行政刷新会議)による1兆円弱の財政の精査や、介護ビジネスの規制緩和などが行われたが、2010年の参院選に敗北し1年でねじれ国会となり身動きができなくなった。この時期は米国の量的金融緩和政策に伴うドル安などで、ドルベースの国内総生産で成長率5%を回復する期間もあったが、世界金融危機の急激な落ち込みからの復興によるものであるため単純比較はできない。リーマン・ショックや2010年欧州ソブリン危機により、ドルやユーロの価値が急落したため、円の価値が相対的に上がり、円ドルレートは1ドル100円を切る円高に推移した。

#### 社会情勢
人口予想では2000年前後に第三次ベビーブームが想定されていたが、景気悪化で幻に終わる。2000年代の自殺者数は毎年3万人前後となり、OECDランキングで1位を争う自殺率に達した。

### 2010年代・失われた30年
世界同時不況へ陥る前後の2006年から2010年ごろには「失われた15年」という表現が登場した。
2009年に『失われた〈20年〉』（朝日新聞「変転経済」取材班、岩波書店）が出版される。2009年当時、第一生命経済研究所の熊野英生は「バブル崩壊後の90年代を『失われた10年』と呼ぶが、2000年以降の約10年がもうひとつの『失われた10年』になってしまっている」と、日本経済の先行きに警鐘を鳴らしていた。その3年後の2012年3月に、一橋大学経済研究所の深尾京司による『「失われた20年」と日本経済』が日本経済新聞社から刊行されている。日本経済新聞のフェロー芹川洋一は、2018年の自著で「『失われた10年』は結局、20年になってしまった。小泉政権のころはまだ10年だった。その原因はなにか。バブル経済の不良債権の処理が遅れていたためだ。」と述べ、官製不況であるとして批判している。
2010年代に入るとさらに「失われた30年」が予測されるようになった。日本経済団体連合会のシンクタンク「21世紀政策研究所」は2012年4月、「『失われた20年』の状況がこのまま続いた場合、日本は2050年ごろに、先進国でなくなる」とする予測結果をまとめた。
2010年には世帯所得が1987年（昭和62年）並に低下した。帝国データバンクによると、2010年の日本全体の企業の売上高は2000年に比べて3.9%減少しており、減少額は13兆8482億円となっている。2011年には、東北地方太平洋沖地震（東日本大震災）とそれによる福島第一原子力発電所事故、米国債ショックなどが起こり、経済に少なからず影響を与え、一時的に急激な株安・円高となった。
2012年12月に発足した第二次安倍政権では、従来の緊縮財政から転換してリフレ派の指導のもとアベノミクスを実施。リフレ派は従来、財務省や日銀に対して政治力が無かったために冷遇されていたが、「日銀の金融政策こそがデフレを引き起こした」とするリフレ派経済学者の岩田規久男が安倍晋三に接触し、賛同を得ていた。アベノミクス開始後、株価が上昇傾向になり、また2020年東京オリンピック・パラリンピック招致にも成功するなど先行きを期待するムードが高まった。しかし積極財政策は財務省によって骨抜きにされ、三党合意通り消費税増税が実施されると景気も失速、アクセルとブレーキを同時に踏んだと例えられた。
貿易収支では1ドルが100円を下回る円高が一時期続いていたことから海外生産が慢性化し、2010年代に円安になっても国内の生産増加の余地が少なくなっているのではないかとされた。
加えて、世界における日本の通貨すなわち日本円の立ち位置も変わり、2015年8月の通貨別決済シェアでは人民元が2.79%と、日本円の2.76%を逆転し、ドル、ユーロ、ポンド (通貨)に次ぐ「第4の国際通貨」の座を奪われた。これにより2015年、中国の人民元は第3の主要通貨として国際通貨基金（IMF）に承認され、日本円はこれを下回る第4位となった。
財務省は2015年8月、国債や借入金、国庫短期証券を合わせた「国の借金」の残高が、同年3月末時点で1053兆3572億円に達したと発表した。同2015年にはS&P、フィッチ・レーティングスなどの国際的な格付け会社が「日本国債の信用力の低下傾向を今後2～3年で好転させる可能性は低い」として国債の格下げを行った。当時の同ランクとしては中国やイスラエル、マレーシアなどの国があった。

#### 平成30年間の影響
- 経済
  - 実質経済成長率が長期にわたり低迷している[58]。名目国内総生産（GDP）は1990-2020年の間で日本1.5倍増に対し米国3.5倍増、中国37倍増、ドイツ2.3倍増[59]。
  - 一人あたりGDPは2000年には2位だったが、2010年代後半にはOECD平均～以下程度まで落ちた[60]。また名目国内総生産（GDP）についても1978年に2位に登りつめたものの、42年後の2010年に3位に、13年後の2023年に4位に後退した。
  - 金利が低迷した。
  - ブロードレンジでの実質実効為替レートが1970年1月の日本銀行による統計開始以来、過去最低となった[61]。またナローレンジで見ても2024年6月には1967年11月以来、56年半ぶりの円安水準となった[62]。

- 企業
  - バブル時代には上位の大半が日本企業であった世界時価総額ランキングで、日本企業がトヨタ自動車を除いて上位に入らなくなった[63][64]。その代わり2020年代には、アメリカや中国や台湾のIT企業が上位に入るようになった（en:list of public corporations by market capitalizationを参照）。

- ハイテク産業
  - 世界半導体市場では日本メーカーの凋落が顕著になり、シェアは平成元年に5割超だったが、これが令和元年の時点では6%まで落ちた[65](日米半導体協定を参照)。
  - 1980年代に3～4割だったテレビ受像機の世界シェアが、2005年には14%となった[66]。その後も事業撤退が相次ぎかつて世界を席巻した国産液晶は風前の灯となった[67]。
  - ソーラーパネルの先駆者だった日本メーカーが、絶頂期から10年後にあたる2015年にはトップ10から消えた[68]。
  - 携帯電話・スマートフォンは、2010年代に大半のメーカーが撤退した[69][70]。

- 社会
  - 人口ボーナス期が終了して、人口オーナス期が始まった。
    - 少子高齢化が進行し、人口減少社会が始まった。

  - 遅くとも2015年までに高速道路網がほぼ完成する予定であったが、公共事業の削減により実現せず[71]。
  - 一貫して低下していたエンゲル係数が2005(平成17)年から上昇に転じた。

- 政治
  - 消費税率が引き上げられた。
  - 租税・社会保障負担率が上昇し、平成の30年間に20.6%から25.7%に上昇した[72]。

### 2020年代
2020年以降、日本でも新型コロナウイルスの流行が激化し、深刻な影響があった。
2024年2月22日、日経平均株価の終値の最高値を34年2カ月ぶりに更新し、昭和・平成バブル期超えを達成する。一方で経済成長率は低迷し、1人当たり名目国内総生産（GDP）は2022年に韓国・台湾に抜かれ、2023年に名目GDPでドイツに抜かれ4位となる。元日銀理事の門間一夫は、「株価は代表的な日本企業の価値を表すものであり、中小企業や家計も含めた日本経済の縮図ではない。代表的な日本企業は過去20年ほど海外展開を強化し、日本経済が成長しなくても利益の成長を実現できる体質に変わったのである」とし、日本企業の株価の低迷は失われた20年で終わったが、日本経済は失われた30年を脱却していないと評した。
2025年1月現在の日経平均株価の終値の史上最高値は、2024年7月11日につけた42,224円02銭である。

## 統計

日本の実質GDP成長率の推移

バブル崩壊後の日本の実質経済成長率は平均で1980年代の約4%から、1992年以降は約1%へと4分の1に低下し、それ以前の10年間と比べて大きく悪化しており、他の主要国と比べても大きく劣っている。1992年（平成4年）から2009年（平成21年）までの17年間の実質経済成長率は平均0.7 %、名目経済成長率は平均0.1 %、GDPデフレーターは平均マイナス0.7 %となっている。
2009年の日本の実質経済成長率は、1991年の水準を100とすると120程度であり、アメリカの160、ヨーロッパの140と比べても低く、日本のGDPは20年で実現可能な水準と比べて20 %以上低下した。
いっぽうで政治学者のジェラルド・カーティスのように「こういった国内総生産の数字は誤解を招きやすく、国民1人当たりで見ると失われた20年の成長もさほど悪くもなく、西ヨーロッパ諸国の平均と同じくらいだ」とする見解もある。
1998年（平成元年）末時点で日本の不動産の価値は2,797兆円に及び、住宅・宅地の価値は1714兆円と不動産全体の約六割を占めていた。バブル崩壊後の「失われた20年」で株と不動産の損失は1,500兆円とされる。内閣府の国民経済計算によると日本の土地資産は、バブル末期の1990年（平成2年）末の約2,456兆円をピークに、2006年（平成18年）末には約1,228兆円となり、およそ16年間で約1,228兆円の資産価値が失われたと推定されている。

## デフレ不況への対応策
日本の深刻なデフレ不況への対応策は、リベラルで実績があり世界的に影響力のあるアメリカのニュー・ケインジアンの経済学者を中心として既に1990年代後半から議論が始まっており、ノーベル経済学賞受賞者であるポール・クルーグマン（当時MIT教授）は日本が流動性の罠に陥っている可能性を指摘しつつも、日本経済を回復軌道にのせるための手段として、極めて初歩的ではあるが、お金を大量に刷ること（Print lots of money）で資金需要 増加に努めるべきと論じた。日本銀行が多額の日本国債を買い取ることに起因するインフレーションについては「人々の消費がその経済の生産能力（供給力）を超える状態のときに限り、紙幣増刷由来のインフレが発生する」と述べる。しかしながらそのような中央銀行のインフレ期待政策は長期にわたって継続させねばならない。
よりラディカルな政策はノーベル経済学賞受賞者のジョセフ・E・スティグリッツ（コロンビア大学教授）によって提唱された。通貨発行権は中央銀行だけでなく政府それ自身も有しており、ゆえに日本経済を好転させるために日本政府が財政赤字を紙幣増刷によってファイナンスするように提言していた。スティグリッツは、日本経済の長期低迷について「潜在成長率を大きく下回る状態が長期化していることが最大の問題」と述べており、デフレの弊害を指摘している。
経済学者の井上智洋は「貨幣成長率の低下による恒常的な需要不足こそが『失われた20年』の主因である」と指摘している。

## 地価下落・住宅価格下落
1980年代末期の日本での不動産バブルは、価格上昇の原資は主に国内のマネーだけであった。大蔵省が行った総量規制で銀行の不動産向け融資が沈静化し、地価が大幅に下がり始めバブルが崩壊した。
1998年末の時点で日本の不動産の価値は2797兆円に及び、住宅・宅地の価値は1,714兆円と不動産全体の約6割を占めていた。1998年末の土地資産総額はピーク比で794兆円、株式資産総額は同じくピーク比で574兆円減少している。1980年末のバブル崩壊以降、日本の不動産の時価は600兆円以上暴落した。日本全体の土地資産額は、1990-2002年で1000兆円減少した。バブル崩壊で日本の失われた資産は、土地・株だけで約1,400兆円とされている。内閣府の国民経済計算によると日本の土地資産は、バブル末期の1990年末の約2,456兆円をピークに、2006年末には約1,228兆円となりおよそ16年間で約1,228兆円の資産価値が失われたと推定されている。
経済学者の竹中平蔵は「バブル崩壊によって日本の地価が下がったが、これもグローバリゼーションの一環であると考えることができる。日本の地価が下がってきたことは、グローバリゼーションによって起きた制度の競争、『要素価格均等化の命題』の流れに沿っているという見方もできる」と指摘している。

## 不良債権拡大
銀行への資本注入のための公的資金枠は、1999年12月には70兆円にまで積み増すことが決定された。
2002年度の全国銀行の不良債権の処分による損失の累計額は、81兆円5,000億円に達した。不良債権処理にともなった銀行の損失累計額は、1992年〜2002年度末で94兆円となった。
全銀行の不良債権の純損失の総額は100兆円という規模となった。日本のバブル崩壊で発生した不良債権は、約200兆円と言われている。
2001年の日本興業銀行調査部によると、バブルの後始末としての不良債権処理は、1997年には終了していたとされている。
経済学者の田中秀臣は「バブル期の銀行の貸し出しの総額よりも、現在（2003年）の不良債権処理額の方が上回っている。現在の不良債権は、バブルと無関係であり、その後のデフレーションによって発生した」と指摘している。

## 貸し渋り・貸し剥がし
日銀短観によると、銀行の貸し渋りは1997年半ばから1998年に観測されたが、1993-1996年、1999-2000年には観測されていない。経済学者の野口旭は「1990年代で明らかに貸し渋りがあったのは、1997年、1998年だけであったというのが経済の専門家間の定説である」と指摘している。貸し渋りによる倒産は、1998年の1年間で約760件となった。
日本の銀行貸出残高の対GDP比は、1980年代初頭までは約70%で一定しその後、1980年代半ば以降から急上昇し、バブルピーク時には107%まで上昇した。銀行が安易に貸し出しを行い、企業も安易に借り入れたからである。竹中平蔵は「もちろん、銀行の貸し出し態度と借り手側の事情の変化の両方に問題があるが、金利を見る限り銀行が貸し渋りをしたというより借りる側が減った、資金需要が減ったと解釈すべきである」と指摘している。

## 雇用の抑制

日本の有効求人倍率

リクルートワークス調査によれば、大学卒業者に対する求人数はバブル景気崩壊の1991年（約84万人）をピークに1997年（約39万人）まで減少した。その後は増加している。また、高校卒業者に対する求人倍率（厚生労働省調査）も1992年の3.34倍をピークにその後は低下を続け、2003年には1.27倍と過去最低を記録した。若年失業率は10%台を超えた。	

## 評価
経済専門のクラウドソース・コンテンツ『Seeking Alpha』は、日本の低迷の主要因はバブル崩壊であり、政府による政策の失敗・銀行の対応の遅さがデフレーションにつながったと指摘している。
ミルトン・フリードマンは「日銀は急ブレーキをかけすぎた。金利を引き上げ、通貨供給量の伸びを急激に抑え、深刻な景気後退を引き起こしてしまった。日銀は誤りを正すのが遅く、リセッションを長引かせ深刻なものにさせてしまった」と指摘している。 
高尾義一は「資産価格の上下の状況変化を読めず、政策が後出に回った」と指摘している。翁邦雄は「地価が下がりすぎると金融システムに不安が生じることが明確に理解されていれば、大胆な緩和をしたほうがよいと判断されたはずである。緩和するテンポが遅くはなかったが、金融危機を警戒していなかった分、普通の緩和しかできなかった。ただ、当時の社会的雰囲気の中では、金融システムの問題がわかっていたとしてもリアルタイムで大胆な緩和の判断を下すのは難しかったであろう」と指摘している。
田中秀臣は「大蔵省（財務省）・日本銀行の両政策当事者の協調政策は、1990年代以降機能していなかった。1996-1998年の橋本龍太郎政権では緊縮財政とゼロ金利政策、その後の森喜朗政権では財政政策の拡大とゼロ金利政策の解除であった」と指摘している。田中は「バブル崩壊以降の日銀は金融を引き締め続けた」「バブル崩壊後の持続的な金融引き締めスタンスが原因で、人々にデフレ期待が定着してしまった」と指摘している。
経済学者の原田泰は「現実に採用された政策は、株価の買い支えや土地の買い上げ、地価税の凍結などである」と指摘している。原田は、
1. 公的資金を投入することに本当に世論の反発はあったのか
2. 早期に公的資金を投入していれば本当に失われた10年にならずにすんだのか
3. 世論の反発を避けて金融機関を救済したかったのなら、なぜ金融緩和という簡単な方法を採用しなかったのかという3つの疑問点があるとしている[115]。

### 構造問題重視
構造問題重視の立場からは、一時的に需要増もたらす景気対策には効果がなく、規制緩和・公的企業の民営化などの構造改革を通じて生産性を高めることが重要であると主張されている。
経済学者の林文夫、エドワード・プレスコットは1990年代の日本の不況は、生産性上昇率の低下・法的規制による労働時間の短縮によって起こったとする論文を書き、学会に大きな影響を与えた。ただし後の実証研究では、技術進歩という意味においての生産性は低下していなかったという結果も出ている。
経済学者の香西泰は「失われた10年をデフレだけで説明できない。日銀はバブルを発生させ、バブル後に引き締め過ぎたかもしれないが、金融だけで失われた10年すべて説明するには無理がある。産業の問題や企業の失敗も、大きな影響となった。平成の経済停滞を『デフレ』というには、あまりにも物価の低下率が小さ過ぎる。産業自体のほうに大きな問題があって、金融はあまり関係ない」と指摘している。
竹中平蔵は「『失われた10年』は、日本の企業が過大な債務の償却を先送りし、長期に渡って持ち続けたからである」と指摘している。不良債権を1兆円処理するごとに15000人の失業者を生むという試算もあった。竹中は「この10年間で日本は大不況だったとされているが、数字の上では必ずしも正しくない。この10年間の年平均経済成長率は1.2%であり、生活水準は13%程度高くなっている」と指摘している。また竹中は「この10年間は、企業が痛みをかぶり、労働者に分配してきた」と指摘している。また竹中は「小泉政権は『失われた10年』を終わらせたという意味では、歴史的使命を果たした」と指摘している。
日本の労働分配率は、1990年ごろは60%程度の水準であったが、バブル崩壊以降上昇し、2000年時点では約70%となっていた。竹中平蔵は「売り上げが下がっても賃金は下げられないため、企業収益に対する労働分配率が上がってしまった」「バブル崩壊後も日本の企業は雇用をできるだけ守り、賃金を引き下げないように努力してきた。労働分配率の上昇は、資本分配率の低下を意味する」と指摘している。
池田信夫は「日本経済の長期停滞の大きな原因は、1980年代に起こった情報革命に乗り遅れたことである」と指摘している。
野口悠紀雄はインターネットという大きな変化に対応できなかったことを挙げている。
齊藤誠は、日本経済の長期低迷をもたらした主因は、資源価格の上昇と輸出産業の競争力の衰退による交易条件の悪化だとしている。

### 財政・金融問題重視
需要サイドの問題を重視する立場からは、バブル崩壊後の資産価格の下落（資産デフレ）を起点とする恒常的な需要不足が長期低迷の主因であり、不況脱却策として財政・金融面からの経済安定化政策の役割が強調されている。
野口旭、田中秀臣は「日本の長期停滞の真の原因は、バブル崩壊後の資産デフレを起因とした、マクロ的な総供給に対する総需要の恒常的な不足である」と指摘している。
田中秀臣は「日銀がバブル潰しのために金融引き締め政策を行い、その結果1991年にバブルが崩壊した」「日銀が金融引き締めを行ったため、市場から株・不動産を買うための資金が一気になくなり、株価・不動産価格が暴落したのがバブル崩壊の真実である」と指摘している。1989年の消費者物価指数上昇率は、総務省の統計によると2.3%とされているが、消費税の影響を除いた実質的な物価上昇率は、1%以下と見られている。
経済学者の高橋洋一は「当時のバブルは資産市場にだけ金が流れ込んだため、資金規正で潰すだけで金融政策の対応は必要なかった」、「バブル期に異様に高騰していたのは、株価と土地だけで、一般物価は健全な状態だったのに、中央銀行がそれを分析できずに歴史的な失敗を犯した」として当時の日銀の金融引き締めを批判。高橋は「インフレ率からは正当化できないにもかかわらず、金融引き締めを行いバブルを潰そうとしたのは、日銀の失敗である。結果的にバブルではなく、日本経済全体を潰してしまった」と指摘している。
日本の1994年時点の不況について、ジョン・ケネス・ガルブレイスは「（構造改革が必要であるという議論は）現実的な話ではなく、日本経済が直面しているのは循環的なものである」と指摘していた。
ベン・バーナンキは2000年の時点で、日本長期停滞の原因は「極めて稚拙な日本銀行の金融政策にある」と指摘していた。
経済学者の岩田規久男は「バブル崩壊後の日本経済の特徴は、デフレと資産デフレが長期的に続いていることである」「バブル崩壊後の景気低迷は、バランス・シート不況という特徴を持っている」と指摘している。
経済学者の原田泰は「『失われた10年』は、労働投入・資本投入の低下によって引き起こされた」と指摘している。原田は「TFP（全要素生産性）の変動については原因は解らないが、労働投入の変動（減少）については実質賃金の上昇という原因が解っている」と指摘している。また金丸信が1992年2月、バブル崩壊後の不況に際して「政策金利を下げさせろ」と発言したことについて、「これは十年後に連邦準備制度（FRB）の優秀なスタッフが到達した結論と同じである。一体、金融の専門家とは何なのだろうか」「（金丸は金融の素人だろうが）この時点では間違いなく素人が正しかった」と述べて、金丸の「政治的な直感」を称えている。
経済アナリストの森永卓郎は「1996年頃には、首都圏の商業地の地価はバブルが始まった1986年頃の水準に戻っている。つまり、バブルの調整は終わっている。1996年以降に発生している不良債権は、不動産価格の下落・景気低迷による経営悪化、つまりデフレの深化によるものである」と指摘している。
経済学者の野口旭は「日本経済が長期低迷したのは、構造問題ではなく、基本的に総需要不足によるものである」「総需要不足が10年以上続いている状態は、歴史的ほとんど無い例であるが、『長さ』だけを根拠として、問題は需要側ではなく供給側にあると主張することは間違いである。日本の10年にもわたる低成長は、基本的には、総需要の不足によって生じたということは、持続的な失業率の上昇、物価の下落（デフレ）という事実から明白である」と指摘していた。
「日本経済の低成長は需要不足ではなく、構造問題から生じている」という議論について、野口旭、田中秀臣は『「日本経済にデフレ・ギャップは存在しない。さらに、現実の失業率はすべて構造的失業である」と主張することに等しい』と指摘している。田中秀臣は「名目賃金の下方硬直性の緩みが、日本の長期停滞が生み出した雇用システムの『痛み』である」と指摘している。
元通産・経産官僚の中野剛志は、少子高齢化などの構造は欧米も共通であるにも関わらず日本だけ特異な衰退をしていると指摘。デフレ状況下にも関わらずインフレ対策が目的である新自由主義構造改革を行ってきたことが原因としている。
リチャード・ヴェルナーは、構造問題が処理されていなかった1990年代以前において目覚ましい経済成長が認められるとして、構造問題を原因とする見方を批判している。ヴェルナーは、日本の不況の主因を銀行システムの不良債権問題だと考えている。ヴェルナーの言う不良債権問題は、処理の先送りではなくて信用収縮のことである。
みずほ総合研究所は「サプライサイドの論者が指摘するように、生産性の高い企業・産業が、資源の供給不足によって成長が不可能になっている状態であれば、遊休資源としての失業は存在しないはずである。また、経済が需要不足ではなく供給の制約に直面しているのであれば、物価は下落せず上昇するはずである」「1990年代を通して経済成長力を抑制し、その結果として需要不足を恒常化させている最大の原因は、一般物価・資産価格の持続的な下落（デフレ・資産デフレの進行）である」と指摘している。